# Шуйский, Михаил Васильевич
Князь Михаи́л Васи́льевич Шу́йский (умер после 1514) — русский государственный и военный деятель, сын князя Василия Юрьевича Шуйского, прадед царя Василия IV Шуйского.

## Биография
Михаил происходил из старшей ветви знатного княжеского рода Шуйских. Его отцом был суздальский удельный князь Василий Юрьевич Шуйский, лишённый великим князем Василием II Васильевичем в середине XV века владетельных прав. В результате его сыновья, Василий Бледный и Михаил, оказались на московской службе.
Василий впервые упоминается в разрядах в 1495—1496 годах, когда сопровождал Ивана III в его поездке по Новгороду.
С мая 1508 по май 1514 года вместе с Василием Михайловичем Шукаловским был наместником в Переяславле.
Сыновья Василия, Андрей Михайлович Честокол и Иван Михайлович Плетень, дослужились до боярского чина и были заметными фигурами при московском дворе, а его правнук, Василий IV Шуйский (1552—1612), был царём.

## Дети
Имя жены Михаила неизвестно. Дети:
- Андрей Михайлович Честокол (умер в 1543), боярин с 1540 года, воевода[4].
- Иван Михайлович Плетень (умер в 1559), боярин, дворецкий в 1544 году, воевода[4].